# Hornstedtia
Hornstedtia là một chi thực vật có hoa trong họ Zingiberaceae. Các loài trong chi này là bản địa Đông Nam Á, Himalaya, miền nam Trung Quốc, New Guinea, Melanesia và Queensland.

## Các loài
Danh sách các loài ghi nhận tại thời điểm năm 2020:
- Hornstedtia affinis Ridl., 1899 - Borneo (Sarawak).
- Hornstedtia annadeguzmaniae Naive & Alejandro, 2018 - Philippines (Mindanao).
- Hornstedtia bella Škorničk., 2016[6] - Việt Nam.
- Hornstedtia conica Ridl., 1899 - Borneo, Malaysia, Sumatra, Java.
- Hornstedtia conoidea Ridl., 1909 - Philippines.
- Hornstedtia costata (Roxb.) K.Schum., 1904 - Ấn Độ (Arunachal Pradesh, Assam), Bangladesh, Bhutan.
- Hornstedtia crispata Docot, 2019[7] - Philippines (Palawan).
- Hornstedtia cyathifera Valeton, 1913 - New Guinea.
- Hornstedtia deliana Valeton, 1921 - Sumatra.
- Hornstedtia elongata (Teijsm. & Binn.) K.Schum., 1904 - Java.
- Hornstedtia garbosa Naive & Alejandro, 2018 - Philippines.
- Hornstedtia gracilis R.M.Sm., 1987 - Sabah.
- Hornstedtia hainanensis T.L.Wu & S.J.Chen, 1978 - Trung Quốc (Hải Nam).
- Hornstedtia havilandii (K.Schum.) K.Schum., 1904 - Borneo.
- Hornstedtia incana R.M.Sm., 1985 - Borneo.
- Hornstedtia irosinensis Elmer, 1919 - Philippines (Luzon).
- Hornstedtia leonurus (J.König ex Retz.) Retz., 1791 - Malaysia bán đảo, Borneo (Sarawak).
- Hornstedtia lophophora Ridl., 1909 - Philippines (Negros, Mindanao).
- Hornstedtia merahjambu Angela, Tawan & Meekiong, 2014 - Borneo (Sarawak).
- Hornstedtia microcheila Ridl., 1909 - Philippines (Negros, Mindanao).
- Hornstedtia minor (Blume) Valeton, 1904 - Malaysia bán đảo, Java, Borneo.
- Hornstedtia minuta (Blume) K.Schum., 1904 - Java.
- Hornstedtia mollis (Blume) Valeton, 1904 - Java.
- Hornstedtia paludosa (Blume) K.Schum., 1904 - Java.
- Hornstedtia parviflora Ridl., 1926 - Indonesia (quần đảo Mentawai).
- Hornstedtia phaeochoana (K.Schum.) K.Schum., 1904 - Malaysia bán đảo (Johor), Borneo (Sarawak).
- Hornstedtia pininga (Blume) Valeton, 1904 - Borneo, Java, Sumatra.
- Hornstedtia pusilla Ridl., 1899 - Malaysia bán đảo (Pahang).
- Hornstedtia putih Angela, Tawan & Meekiong, 2014 - Borneo (Sarawak).
- Hornstedtia reticosa Valeton, 1921 - Sumatra.
- Hornstedtia reticulata (K.Schum.) K.Schum., 1904 - Borneo.
- Hornstedtia rubra (Blume) Valeton, 1921 - Java, Sumatra.
- Hornstedtia rubrolutea Ridl., 1920 - Thái Lan.
- Hornstedtia rumphii (Sm.) Valeton, 1921 - Tỉnh Maluku.
- Hornstedtia sanhan M.F.Newman, 1995 - Việt Nam.
- Hornstedtia scottiana (F.Muell.) K.Schum., 1904 - Tỉnh Maluku, New Guinea, Queensland, quần đảo Bismarck, quần đảo Solomon, Vanuatu.
- Hornstedtia scyphifera (J.Koenig) Steud., 1840 - Borneo, Java, Sumatra. Loài điển hình của chi.
- Hornstedtia striolata Ridl., 1907 - Malaysia bán đảo (Selangor).
- Hornstedtia tomentosa (Blume) Bakh.f., 1963 - Borneo, Java.
- Hornstedtia triloba Ridl., 1910 - Borneo (Kalimantan).

## Chuyển đi
- Hornstedtia penicillata (K.Schum.) K.Schum., 1904 = Etlingera penicillata (K.Schum.) A.D.Poulsen, 2012 - Sulawesi.
- Hornstedtia arunachalensis S.Tripathi & V.Prakash, 1999 = Amomum tibeticum (T.L.Wu & S.J.Chen) X.E.Ye, L.Bai & N.H.Xia, 2018.[8]
- Hornstedtia tibetica T.L.Wu & S.J.Chen, 1978 = Amomum tibeticum (T.L.Wu & S.J.Chen) X.E.Ye, L.Bai & N.H.Xia, 2018[8] - Tây Tạng, Ấn Độ (Arunachal Pradesh).